# サツマウツノミヤリュウ
サツマウツノミヤリュウは、鹿児島県で発見された、九州初の首長竜化石。発見地の旧国名と発見者の宇都宮聡から名付けられた。東アジア最古（約1億年前）のエラスモサウルス科の首長竜化石であり、属種不明として学名は命名されていない。
化石は鹿児島県立博物館に常設展示されている。世界初となる首長竜が未消化物を塊（ペリット）にして吐き戻ししていたことを示すペリット化石がサツマウツノミヤリュウの喉元から発見されている。

## 発見
サツマウツノミヤリュウは、宇都宮聡により2004年に鹿児島県長島町獅子島幣串の海岸に分布する白亜紀（約1億年前）の地層中から発見された。産出層準は御所浦層群弊串層（上部白亜系セノマニアン階下部）である。記載論文(宇都宮聡 2019)によると、日本国内で知られる首長竜化石の発見事例はその多くが北海道・東北地域から産出した標本で占められているが、それに対しサツマウツノミヤリュウ標本は九州地域から産出した首長竜化石の最初の例である。
発見者の宇都宮聡が発掘から論文記載までを行った。発見地の旧国名である薩摩と発見者の名前から通称サツマウツノミヤリュウと呼ばれている。

## 特徴
前頭骨と底後頭骨、保存状態の良い下顎の大部分、舌骨（国内初発見）、環椎・軸椎複合体を含む頚椎などが保存されている。歯表面に隆線状の装飾が存在することや、頚椎が細長く頚肋骨頭が一つであることなどの特徴は、サツマウツノミヤリュウがエラスモサウルス科であることを示しており、新種の可能性が指摘されている。大部分の椎骨で椎弓が椎体から分離していることから、本個体は幼体の可能性が高いと判断されている。
サツマウツノミヤリュウは日本および東アジアで産出した最古のエラスモサウルス科の標本であり、記載論文において後期白亜紀初頭（セノマニアン期最前期）の太平洋北西部にエラスモサウルス科の首長竜が生息していたことを示す点で重要性が強調されている。
また宇都宮聡を中心とする標本のクリーニング作業中に、喉元から脊椎動物の物と思われる未消化の塊状の化石が発見されている。当該の物体は東京都市大学の中島保寿と宇都宮聡との研究で世界初の首長竜のペリット化石であることが判明している。

## 復元と展示

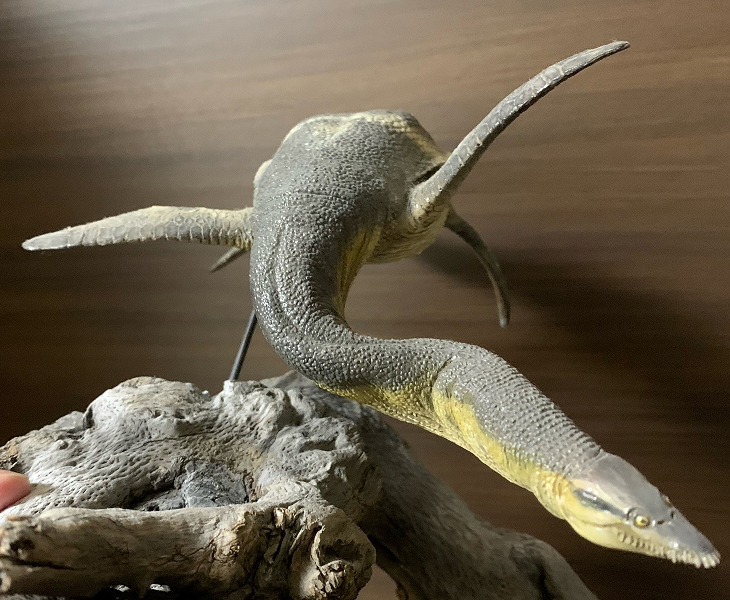
サツマウツノミヤリュウ
古田氏による復元フィギュア

サツマウツノミヤリュウの復元画は古生物イラストレーターの川崎悟司が手掛けた。鹿児島県立博物館に展示された復元モデルは海洋堂の造形師・古田悟郎の手によるものである。

### 論文
- 宇都宮聡「鹿児島県長島町獅子島の上部白亜系御所浦層群から産出した 東アジア最古のエラスモサウルス科（爬虫綱，長頚竜目）」『大阪市立自然史博物館研究報告』第73巻、大阪市立自然史博物館、2019年3月、23-35頁、doi:10.20643/00001333、CRID 1390009224653321344。

### 書籍
- 宇都宮聡『クビナガリュウ発見! : 伝説のサラリーマン化石ハンターが伝授する化石採集のコツ』築地書館、2007年。ISBN 9784806713432。全国書誌番号:21189368。
- 宇都宮聡, 川崎悟司『日本の恐竜図鑑 : じつは恐竜王国日本列島』築地書館、2012年。ISBN 9784806714330。全国書誌番号:22046296。
- 宇都宮聡, 川崎悟司『日本の白亜紀・恐竜図鑑』築地書館、2015年。ISBN 9784806714972。全国書誌番号:22628255。
- 大阪大学総合学術博物館 編「日本にいた!「絶滅」古生物解説書 : 大阪大学総合学術博物館2013年夏期ミニ企画展」、築地書館、2013年、ISBN 9784806714613。